# Chusejn Erkenov
Chusejn Erkenov (rusky Хусейн Салаватович Эркенов, karačajsko-balkarsky Эрикгенланы Салауатны джашы Хусейн, v anglické transkripci Hussein Erkenov nebo Khuseyn Erkenov) je ruský filmový režisér karačajské národnosti.

## Stručný životopis

### Režisér a producent
Chusejn Erkenov se narodil v roce 1960 v uzbecké metropoli Taškentu v karačajské rodině, jejíž příslušníci byli vysídleni ze severního Kavkazu a deportováni do Uzbekistánu v roce 1944. V roce 1988 absolvoval s červeným diplomem studium režie na Všeruském státním filmovém institutu v Moskvě u profesora Sergeje Gerasimova a profesorky Tamary Makarovové. V roce 1987, ještě před ukončením studií, režíroval Ch. Erkenov ve Sverdlovsku divadelní hru Klec na schodech (Лестничная клетка). Toto divadelní představení bylo posléze místními orgány zakázáno.
V roce 1991 založil Chusejn Erkenov v Moskvě soukromé filmové studio ЭРХУС. V roce 1998 režíroval pro televizní stanici NTV (НТВ) politicko-satirický cyklus Куклы (Loutky). Chusejn Erkenov žije a pracuje v Moskvě, vlastní filmové studio Максэль+.

### Občanská angažovanost
Angažovanost Chusejna Erkenova se během let výrazně projevovala nejen v jeho tvorbě, ale i v občanských postojích. Už koncem 80. let se mu podařilo apely na světovou veřejnost zachránit život kurdskému studentu scenáristiky na moskevském filmovém institutu, který byl v Iráku odsouzen k trestu smrti. Mladý Kurd byl nakonec propuštěn a bylo mu umožněno vystěhovat se do Švédska. Také v dalších letech Ch. Erkenov pomáhal studentům a hercům, kteří z nějakých důvodů skončili ve vězení. Vždy velice ostře vystupoval proti korupci ve filmovém průmyslu, v této souvislosti kritizoval například režiséra Nikitu Michalkova. V roce 2014 Chusejn Erkenov veřejně vystoupil proti válce na Ukrajině.

## Tvorba a ocenění
Prvním dílem Ch. Erkenova byl krátký film Kolka (Колька), který režisér natočil v roce 1988 jako svou závěrečnou diplomovou práci.Tento film byl oceněn na Mezinárodním filmovém festivalu krátkých a dokumentárních filmů "Zinebi" ve španělském Bilbau. Kromě toho film Kolka získal hlavní ceny na filmových festivalech studentských a krátkometrážních filmů v Moskvě, Saratově a německé Postupimi – Babelsbergu.
V roce 1990 následoval film Sto dní před rozkazem (Сто дней до приказа), natočený podle stejnojmenné knihy Jurije Poljakova z roku 1987. Tématem tohoto díla byly sociální problémy a tragické osudy vojáků, sloužících v Sovětské armádě. Toto téma patřilo v Sovětském svazu mezi naprostá tabu, vydání knihy zpočátku bránila vojenská cenzura a také režisér Erkenov byl kritizován některými svými staršími kolegy za zpracování tohoto tématu.
O rok později natočil Ch. Erkenov podle vlastního scénáře film Chlad (Холод), jehož děj byl inspirován osudy Karačajů, násilně vysídlených ze své vlasti na sklonku Druhé světové války .Tento film byl v roce 1992 oceněn na Mezinárodním filmovém festivalu v Karlových Varech.
Následovaly filmy Nestřílejte na cestující (Не стреляйте в пассажира – 1993), Černý míč (Чёрный мяч – 2002), Zbožňuji tě... (Я тебя обожаю… – 2005) a Vylez na Měsíc (Залезь на луну – 2010). V roce 2012 natáčel Chusejn Erkenov v exteriérech čečenských hor film Rozkaz:Zapomeňte! (Приказано забыть). Toto drama zobrazuje osudný průběh deportace obyvatel horských oblastí Čečenska koncem února roku 1944, během níž byly bestiálně zabity stovky starých a nemocných lidí, kteří nebyli schopni se sami v zimě dopravit do transportu. Film Rozkaz:Zapomeňte! byl uveden v roce 2014 na Mezinárodním filmovém festivalu ve Varšavě a mimo soutěž na Mezinárodním filmovém festivalu v Moskvě.